# Майк Кегілл
Майк Кегілл (англ. Mike Cahill; * 5 липня, 1979) — американський кінорежисер і кіносценарист.
Народився в місті Нью-Гейвен, штат Коннектикут .
У 2011 році зняв свій дебютний повнометражний фільм «Інша Земля», який отримав 2 нагороди на кінофестивалі «Санденс» і Приз глядацьких симпатій за фільм-оповідь на кінофестивалі в Мауї

.

## Вплив на творчість
Кегілл наводить Джуліана Шнабеля як значний чинник впливу на свою творчість . Він вважає Кшиштофа Кесльовського одним зі своїх улюблених режисерів, зокрема, з посиланням на його фільм «Подвійне життя Вероніки» як такий, що справив на нього величезний вплив
. Він також є прихильником Карла Сагана й Айзека Азімова .

## Фільмографія
| Рік  | Фільм                                 | Режисер | Сценарист | Продюсер | Монтажер | Коментар                     |
| ---- | ------------------------------------- | ------- | --------- | -------- | -------- | ---------------------------- |
| 2004 | Боксери та балерини                   | ✓       | ✓         |          |          | У співпраці з Брітою Мерлінґ |
| 2005 | Леонард Коен: Я ваша людина           |         |           |          | ✓        |                              |
| 2006 | Кожен витріщається: Поліція навиворіт |         |           |          | ✓        |                              |
| 2011 | Інша Земля                            | ✓       | ✓         | ✓        | ✓        | У співпраці з Брітою Мерлінґ |
| 2014 | Я - початок                           | ✓       | ✓         | ✓        | ✓        |                              |
| 2021 | Блаженство                            | ✓       | ✓         |          |          |                              |